# モノポリー (スーパーファミコン)
『モノポリー』は、1993年3月5日にトミーから発売されたスーパーファミコン用ソフト。日本のみで発売された。

## 概要
ファミリーコンピュータ、ゲームボーイに続く、トミーの3作目となるモノポリーのゲーム。（ファミコン版、ゲームボーイ版についてはモノポリー (1991年のゲーム)を参照）
作曲はモノポリー愛好家でもあるすぎやまこういちが担当。プレーヤーは1人（または2人）でモノポリーの館の各部屋で行われるモノポリーの対局に勝利し、最終的に名人の部屋で優勝することを目的とする。ただし、名人の部屋は最低3回優勝しないと入室することはできない。また、ボードゲームをプレイするモード（部屋）のほかに「モノポリークイズの部屋」があり、モノポリーにまつわる4択クイズに挑戦することができる。なお、フリープレイの部屋もあるが、こちらは名人の部屋で優勝しないと入室することはできない。

## スタッフ
- 作曲：すぎやまこういち
- キャラクターデザイン：ひさうちみちお
- ディレクター：石原恒和
- プロデューサー：糸井重里
- プログラマ：大森田不可止
- メッセージ＆キャラクターデザイン：戸田昭吾

## ルール
公式ルールとほとんど同じだが、いくつかの点で異なる。
- レンタル料が現金で支払えなくなった時点で破産（仮破産交渉がない。同時に破産の地点でホテル・家が建てられている時は自動的に売却される）。
- 家の競売がない（家の在庫がなくなる場合はプレーヤーが優先的に家を建てられる）。
- 任意でホテルから家へ戻すことが可能（公式ルールでは禁止。）。
- 銀行破産による権利書の競売がない。権利書が元に戻され、購入出来る状態に戻る（公式ルールではゲーム終了時を除いて必ず競売となる）。

## キャラクター
計35人のコンピュータキャラクターが登場。
- ダークパープルの部屋

たしろ かずお
33歳、A型、乙女座。仲間から「歩くモノポリー辞典」と呼ばれている。
にしざき ひろし
18歳、A型、射手座。高校3年生で、そうかい高校テニス部のキャプテン。
うさみ なつき
21歳、O型、射手座。昼は女子大生、夜はコンパニオンをしている。
ケント・ユタハート
41歳、A型、水瓶座。1年前から日本で英会話教師をしている。
- ライトブルーの部屋（7人からランダム）

ひびの たくや
2歳、A型、双子座。一人称は「たっくん」。ニンジンが嫌い。
ロボポリー
5歳、RB-X型。世界で初めてのスーパーモノポリーロボット。
ミドリ
25歳、O型、乙女座。自称「恋する乙女」のニューハーフ。
くぼ みつこ
55歳、O型、乙女座。パートタイムでモノポリーの館の掃除をしていた。
パブロフ
23歳、A型、射手座。ロックバンド「メガバイツ」のボーカル。ロンドンのイカれたパンク野郎からモノポリーを教わった。
ユンボ・あかぎ
23歳、B型、牡羊座。女子プロレスラーで一人称は「オレ」。
いちもんじ きみこ
21歳、A型、乙女座。おじの紹介でモノポリーの館のメンバーになった。
- ライトパープルの部屋

マダム・リリー
年齢不詳、B型、蟹座。水晶玉を使う占い師。相手から高額な支払いが入ると関西弁が出ることも。
うえはら ひろこ
15歳、O型、獅子座。女優志望。「思春期隊」のモッくんが大好きでファンクラブにも入っている。
しんばし てつお
16歳、A型、魚座。鉄道マニア。父親が新幹線の運転手をしている。
おかの けんいち
11歳、O型、射手座。テレビ、漫画、サッカー、スーファミが大好きな小学生。
- オレンジの部屋

かわい みか
23歳、O型、獅子座。前の彼氏にモノポリーを教わった。ゲーム中に化粧をすることがある。
ゆきむら ジェーン
19歳、B型、山羊座。モデルが本業だが、いずれはモノポリーについてのエッセイを書こうと思っている。
せきね まちこ
44歳、A型、蠍座。テレビやラジオで人生相談の仕事をしている。はっきり物を言う性格。
うつみ りょう
28歳、AB型、双子座。普段は女性に優しい性格だが、ゲームになるとタバコを吸うなど性格が豹変する。
- レッドの部屋

もりむら きいち
45歳、A型、水瓶座。進学塾で講師をしながら確率についての論文を書いている。
ひとつばし きんご
61歳、AB型、蠍座。みんなから「はかせさん」と呼ばれている科学者。趣味は朝の散歩。
しまだ やよい
36歳、AB型、蠍座。銀座でクラブ「やよい」のママをしている。
かんだ とくじ
40歳、A型、牡羊座。神田の生まれ。寿司職人でもあり、息子がモノポリーを作る会社に勤めている。
- イエローの部屋

こうやま えつこ
31歳、O型、獅子座。イタリアの大声コンテストで優勝した経験を持つボーカリスト。
まんぷくじ らかん
60歳、O型、魚座。「まんぷく寺」というお寺の名物和尚で、よく大笑いする。
やなせ てるお
39歳、AB型、水瓶座。モノポリーの醍醐味を「相手を破産に追い込んだ時」と語るなど嫌味な性格をしている。
こすぎ ひろみち
28歳、A型、天秤座。サボテン広告社の営業担当。「クラブガンジス」の招待券を持っている。
- グリーンの部屋

たき しゅうぞう
30歳、B型、水瓶座。日本でも3本の指に入る将棋の名人。
ながい ちさと
25歳、A型、牡羊座。ニュース番組のキャスターをしている。
なぐも せいいち
52歳、A型、蠍座。不動産会社社長。交渉成立時には相手に握手を求める。
ノーベルこみね
48歳、AB型、双子座。プロの腹話術師。ゲーム中に表示されるアイコンは相棒である人形の「トンちゃん」。
- 名人の部屋（入室条件あり）

いくた まさあき
42歳、B型、天秤座。モノポリー世界チャンピオン。
かざま りきや
58歳、B型、山羊座。博打打ちだが、訳あって賭け事から足を洗っている。
しみず るりこ
年齢不詳、O型、獅子座。ほとんどのプロフィールが謎だが、ある人との出会いでモノポリーを知ったらしい。
F・C・ヒルベルト
45歳、B型、牡羊座。15年に渡り日本の色々な物を写真に撮って来た。本人いわく「ドイツ語を忘れてしまった」らしい。

## 評価
Theスーパーファミコンザ・テストプレイでは総合評価58点。レビュアーのうち1人はボードゲームを忠実に再現していて気軽に遊べる、COMの戦い方は個性的でそれが反映されているため対人戦にかなり近い感覚がある、クイズやトロフィーコレクション、交渉システムもあって完成度は高い、だがこの手のゲームはみんなで盛り上がりたいため銀行などをコンピューター任せにできるが人は2プレイヤーまでしか参加できないのは悲しいとし、もう1人はマルチタップ非対応を理由に大きく減点であり多人数プレイ向けゲームなのにその工夫がされていないのは痛い、モノポリー仲間がいるなら買う意味はない、グラフィックが今一つ、初心者向けにモノポリーを覚えたい人用だと割り切ればよくキャラクターが個性的で飽きさせずゲームとしては普通以上の完成度だとした。

## 関連商品
サウンドトラック
弦楽四重奏曲「モノポリー」（1993年4月21日発売）